# 대리인 (드라마)
《대리인》은 KBS에서 광복 47주년을 맞아 1992년 8월 14일에 방영된 8.15 특집 드라마로, 다국적 기업 광고를 대행하는 광고 회사 카피라이터를 주인공으로 일본의 경제 침략을 꼬집어 친일 행각을 하는 지식인의 굴절된 삶을 조명했다.

## 줄거리
광고 회사 카피라이터인 손동호는 업무차 다국적 기업인 IBC의 홍보이사 한경옥을 만나게 된다. 한경옥을 만난 송동호는 그녀가 자신의 여동생 친구이자 어린 시절을 함께 보낸 소꿉친구임을 알고 놀란다. 불우한 어린시절을 보내던 한경옥은 우연히 찾아온 해외입양 기회에 다른 경쟁자를 물리치고 미국으로 건너가 양부모에 의해 대학까지 마치고 훌륭한 재원으로 자라 귀국한 상태이다.

## 등장 인물
- 임성민 : 손동호 역
- 김청 : 한경옥 역
- 김혜정
- 권기선
- 김봉근
- 연운경
- 한진희
- 심양홍
- 이일웅
- 허진
- 김영식
- 봉혜선
- 문창길
- 양형호
- 김기복
- 강영아
- 임영식
- 유태술
- 안형식
- 이필수
- 이선용
- 정미숙
- 노현희
- 이기철
- 유루나
- 황선정
- 김하균
- 배도환
- 양재원
- 손현주
- 손호균
- 오성열
- 권오성
- 김정난
- 이광기
- 최건호
- 김덕현